# IC 1779
IC 1779 — галактика типу E (еліптична галактика) у сузір'ї Риби.
Цей об'єкт міститься в оригінальній редакції індексного каталогу.